# Gazzetta Musicale di Milano
La Gazzetta Musicale di Milano è uno storico settimanale italiano, fondato a Milano nel 1842. Pubblicato da Casa Ricordi, è stato uno dei primi periodici italiani a trattare di musica, politica, attualità e spettacoli teatrali.

## Storia

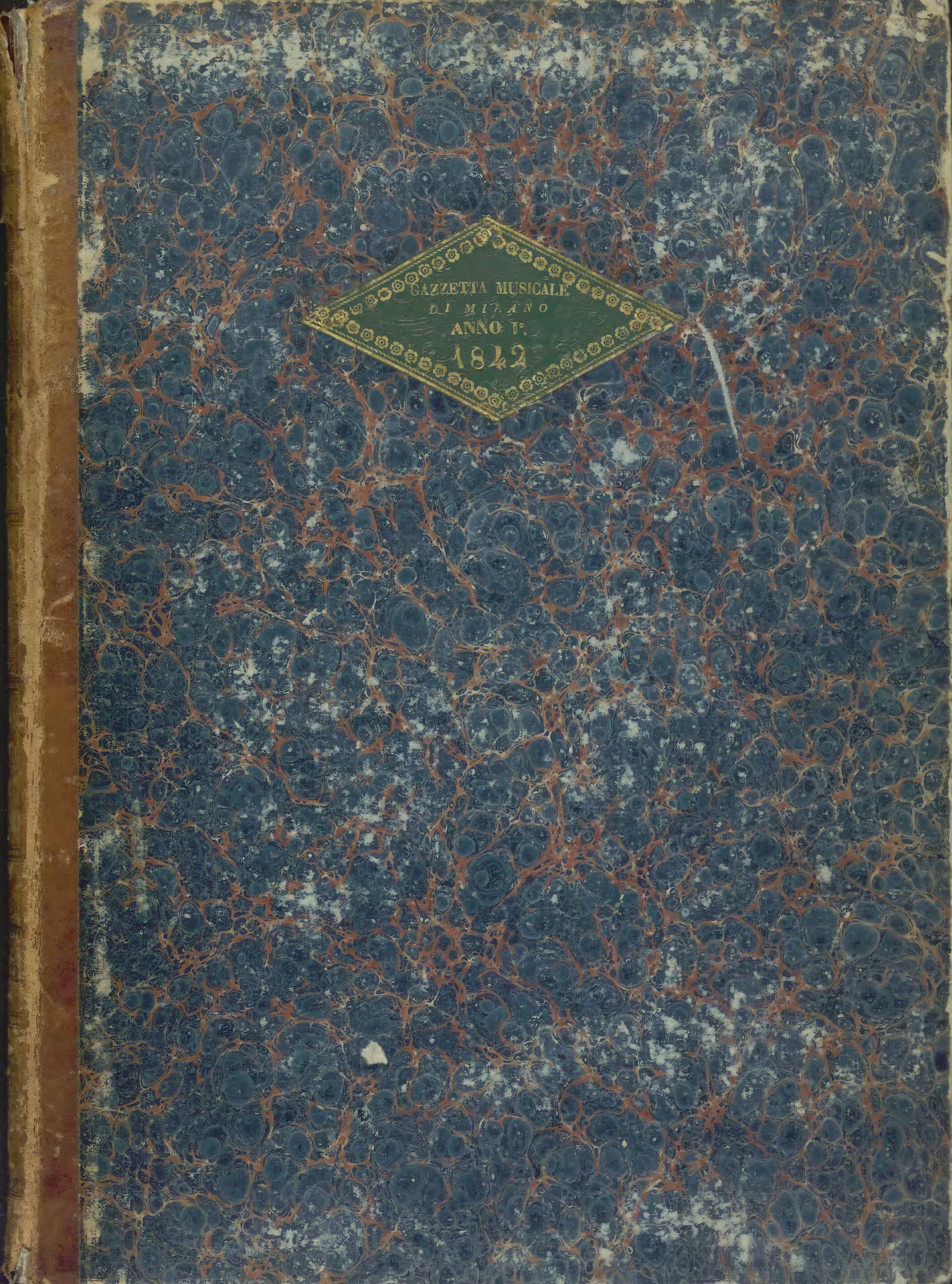
Copertina del primo numero della Gazzetta Musicale di Milano. Archivio Storico Ricordi

Domenica 2 gennaio 1842 fu pubblicato il primo numero della Gazzetta Musicale di Milano, periodico settimanale edito dalla Ricordi, che trattava tutte le novità in ambito musicale.
(Claudio Sartori, Casa Ricordi, 1958)
La sua pubblicazione avvenne sempre di domenica fino al 1895 e poi ogni giovedì fino al 1902, anno della sua cessazione, ma ci furono alcune annate di stop, come successe nel 1849, a seguito di moti rivoluzionari, e nuovamente dal 1863 al 1865.

### Primi anni

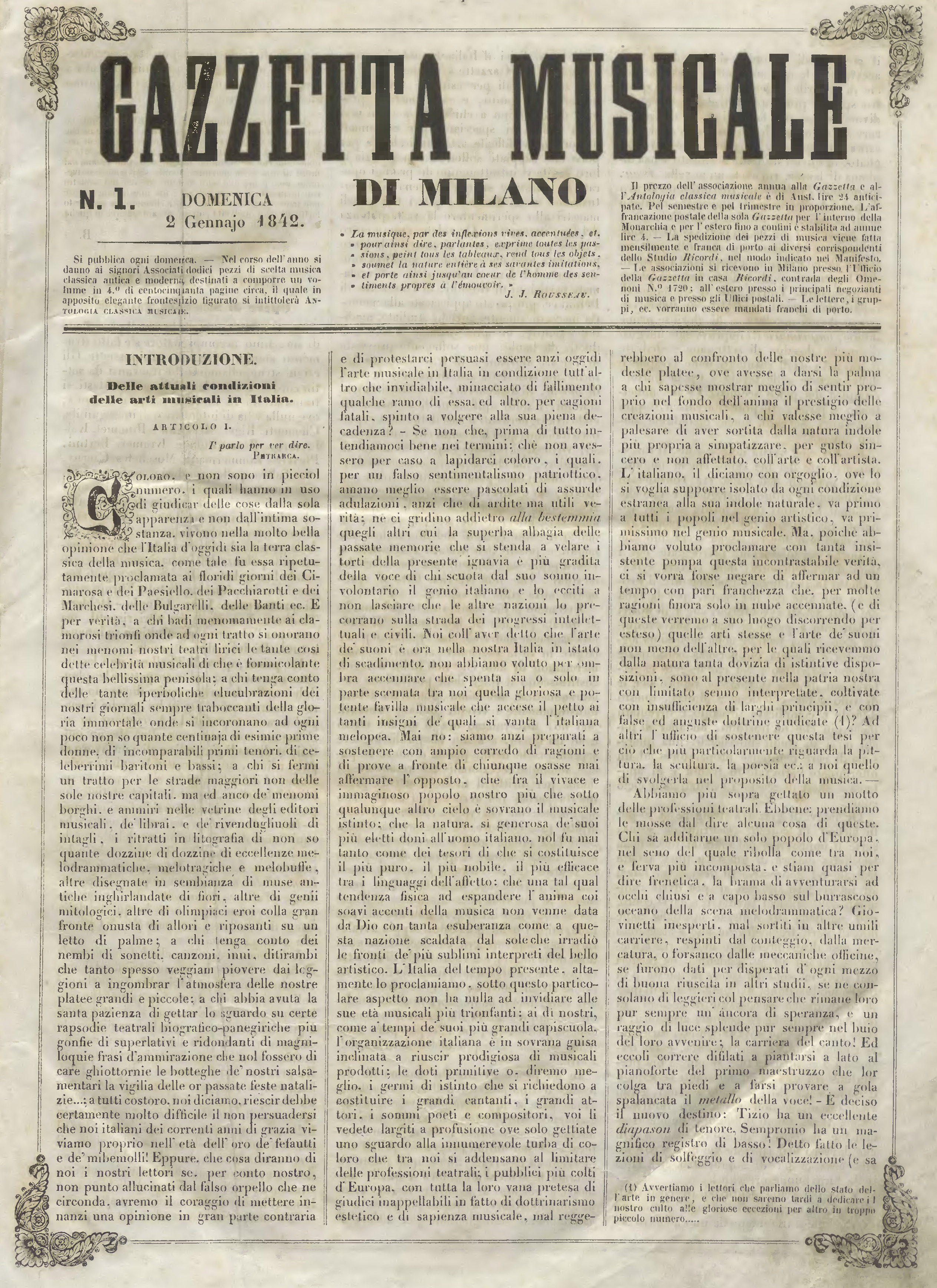
Prima pagina del primo numero della gazzetta del 1842. Archivio Storico Ricordi

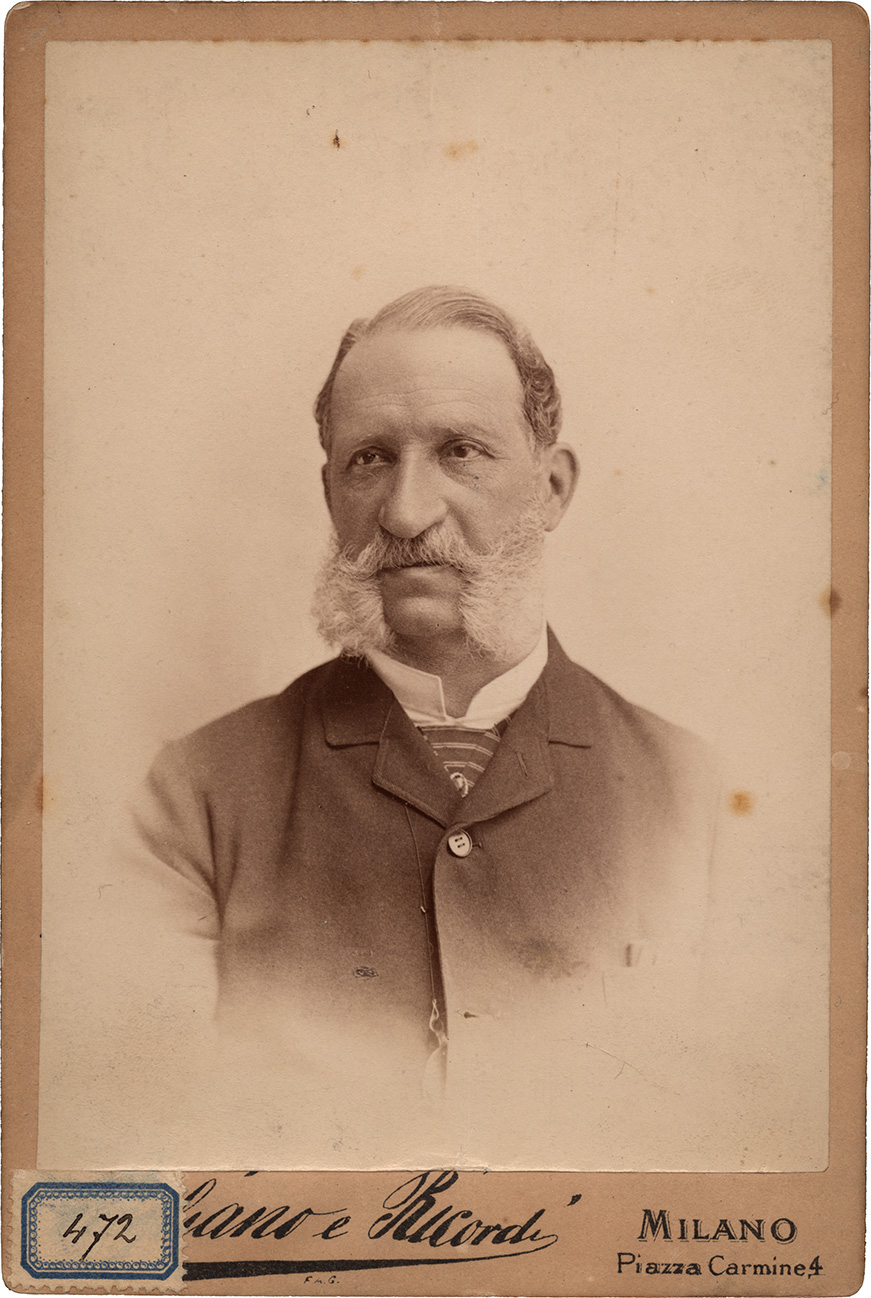
Tito I Ricordi

Tito I avviò la pubblicazione della Gazzetta Musicale nel 1842 con l'intenzione di lanciare sul mercato un settimanale non solo dedito all'informazione, ma anche di critica intelligente e severa e di cultura musicale, prendendo spunto dai grandi periodici musicali francesi e tedeschi del tempo.
I valori sui quali si basa la gazzetta sono espressi da Tito I nel Manifesto d'Associazione, realizzato nel 1841. In esso sono esposte le ragioni per le quali il giornale vedeva la luce e le norme alle quali si sarebbero attenuti i redattori.
(Claudio Sartori, Casa Ricordi, 1958)
Fu il primo giornale di questo tipo a sbarcare in Italia, che si contrapponeva ai giornali di cronaca e pettegolezzo teatrale come Il Bazar, Pirata, La Moda, La Fama, Il Caffè di Petronio o Il Censore universale dei teatri.
Direttore del giornale fu Giacinto Battaglia, impresario e autore drammatico, che a sua volta aveva già inventato e diretto altri giornali come Il Barbiere di Siviglia. Al suo fianco furono selezionati Antonio Piazza (giornalista) e Giuseppe Torelli. Successivamente presero parte al progetto anche diversi professionisti come Basily, Donizetti, Lichtenthal, Mary, Mazzuccato, Mercandante, Pacini e Vaccati. La pubblicazione della gazzetta avveniva settimanalmente e il prezzo d'abbonamento era fissato a 24 lire austriache. Successivamente alla fine dell'anno, i 12 numeri usciti della gazzetta andavano a formare una raccolta annuale di tutte le musiche che venivano analizzate all'interno dei periodici col nome di Antologia annuale musicale. Questo nuovo progetto editoriale riscosse un notevole successo fino al 1848, quando ci fu il primo stop della sua produzione.

### L'Italiana Armonia
Il 15 marzo 1848, la Gazzetta Musicale di Milano bloccò le sue pubblicazioni a seguito degli scontri rivoluzionari che segnarono quel periodo.
Il 29 marzo la gazzetta riprese la sua pubblicazione con un nome nuovo: Gazzetta musicale di Milano ed Eco delle notizie politiche. Cambiò anche il suo giorno di pubblicazione, da domenica a mercoledì, e anche il suo contenuto, con la prima parte dedicata alla politica redatta da Giovanni Berchet e la seconda parte dedicata alla musica. Il 19 aprile il titolo del settimanale venne rivisitato e cambiato in Gazzetta musicale di Milano e di Italiana Armonia, sempre per merito di Berchet.
Questa italianità prorompente che identificò per mesi il periodico raggiunse la sua fine il 26 luglio 1848 a seguito delle varie insurrezioni che ci furono contro la monarchia austriaca.

### Seconda rinascita (1850-1859)
Dopo il silenzio imposto dalla sedazione delle rivolte per merito del dominio austriaco, la gazzetta vide la sua rinascita il 13 gennaio 1850 ritornando alla sua forma originale e alla sua diffusione domenicale, smettendo di pubblicare l'Antologia classica musicale e aumentando il suo abbonamento mensile di 8 lire austriache. Anche lo stile d'impostazione del periodico e la forma tipografica ritornano alle loro origini, senza proporre alcuna novità che causa un po' di sconforto generale negli abbonati che desideravano una vera e propria rivoluzione di freschezza. Essa arriva dal 22 maggio 1853, quando Tito I assunse il controllo del giornale.
Il 1854 segna l'anno della rinascita della gazzetta nella sua nuova veste tanto attesa: 8 pagine, stampata su bella carta e in una veste tipografica più fresca. Ma la modifica più importante che fu data al periodico fu la reintroduzione delle opere di musica classica, tanto desiderate e attese dagli abbonati, che portarono a una diffusione delle opere di casa Ricordi.
Questo periodo roseo vide la sua interruzione nel 1859, sempre a seguito di instabilità politiche, che portarono Tito I a comunicare sul numero uscito il 29 maggio 1859 un avviso ai lettori della temporanea sospensione della stampa del periodico fino a quando la situazione politica non si calmò.

### Terza rinascita (1860-1862)
Il 1º gennaio 1860 il periodico visse l'ennesima rinascita grazie alla nomina di Filippi come nuovo direttore. La gazzetta cambiò nuovamente forma e tornò a 4 pagine con un aspetto più ordinato e severo suddiviso in sezioni che spaziano dall'attualità, alla musica e alle raccolte storiche possedute da Casa Ricordi. Nel 1861 poi furono aperti dei punti vendita a Firenze, Torino e Napoli che comportarono un aumentò di popolarità e una capillarizzazione maggiore dei prodotti di Casa Ricordi. Purtroppo la nuova versione della gazzetta non riscosse il successo aspettato e il 28 dicembre 1862 dovette di nuovo comunicare l'ennesima sospensione della sua pubblicazione:
(Claudio Sartori, Casa Ricordi, 1958)

### Giulio Ricordi e la nuova Gazzetta

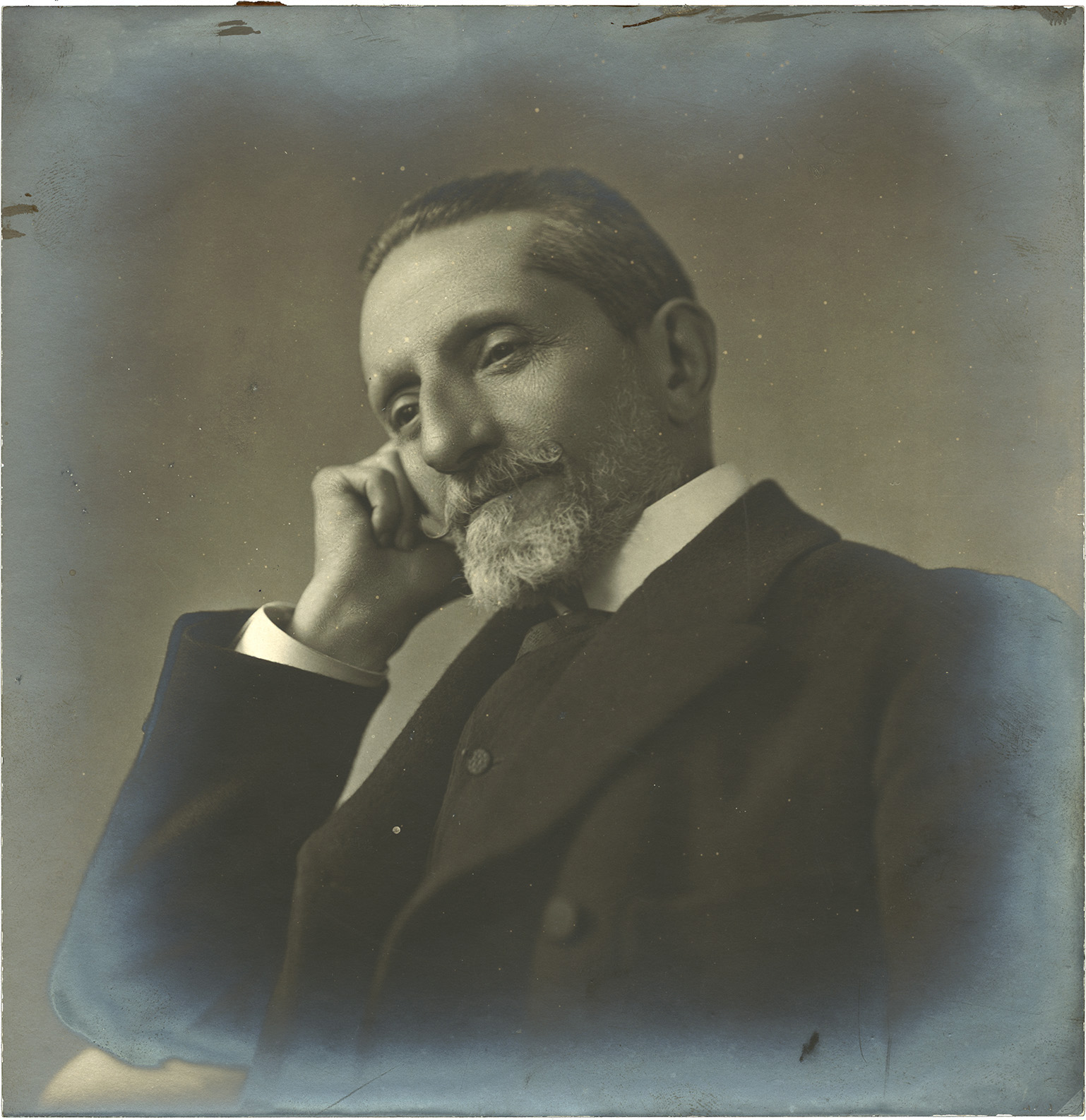
Giulio Ricordi

Selezionato da Tito I, Giulio Ricordi divenne il direttore del periodico nel 1866 e ritornò a pubblicarlo il 1º aprile dello stesso anno. I temi trattati nella gazzetta furono resi più innovativi, freschi, agili e battaglieri. Inoltre, la stessa fu arricchita da illustrazioni e disegni originali. Questo fu reso possibile dall'approvazione della legge sulla tutela della proprietà letteraria e artistica del 25 giugno 1865, voluta sia da Giulio Ricordi, ma in primis, da Giuseppe Verdi, che iniziò così a collaborare con la gazzetta.
L'applicazione della legge sul diritto d'autore nel quadro dell'unificazione italiana e dei nuovi rapporti con i grandi Stati europei, modificava il mercato dell'opera e il sistema distributivo consentendo di superare quella crisi economica e finanziaria che durante il primo periodo unitario si stava abbattendo sull'industria operistica, crisi segnata dalla soppressione delle sovvenzioni governative ai teatri condominiali decretata nel 1867, e ulteriormente aggravata dall'introduzione, nel 1868, di una tassa erariale del 10% sui biglietti. E finì anche per incidere sulla istituzione di un repertorio stabile, secondo una tendenza emersa già nel corso degli anni 1830, destinata a durare ben oltre l'Ottocento. Era dunque la viva necessità di rispondere alle leggi del mercato quella che indusse l'editore Ricordi a strutturare le pagine della rinnovata "Gazzetta" in una sorta di bollettino settimanale onde dar di conto tempestivamente, spesso quasi in tempo reale (attraverso la rubrica dei Telegrammi), degli avvenimenti artistici in Italia e all'estero, perlopiù operistici (ma estesi anche agli eventi concertistici e, in qualche misura, al teatro in prosa), dando il maggior spazio possibile alle recensioni critiche e alle cronache.
Una nuova rubrica fissa, che riflette l'evolversi degli ascolti extra-operistici (con particolare attenzione ai concerti sinfonici), si stabilisce nel corso degli anni 1880: quella relativa ai Concerti. Inoltre, sotto l'impulso di Giovanni Tebaldini acquistano notevole importanza le notizie intorno alla musica sacra, fino a diventare, dal 1889 in poi, una rubrica fissa riguardante esecuzioni e questioni di riforma. Non di rado appare una Rubrica amena, riservata a note e commenti polemici. Concludono il settimanale le rubriche dei necrologi, dei concorsi a posti vacanti, degli appalti teatrali, di eventuali telegrammi, delle ultime novità editoriali della Casa Ricordi.
Fino a tutto il 1888 la struttura della "Gazzetta musicale di Milano" rimane sostanzialmente invariata per ogni numero: 8 pagine a scadenza settimanale ("si pubblica la Domenica"; dal 28 novembre 1895: "si pubblica ogni Giovedì") in formato di circa 41 x 28,5 cm. Dal 1889 al 1902 la "Gazzetta" riduce il formato (33 x 25 cm), ma raddoppia a 16 il numero di pagine per ogni fascicolo, a sua volta arricchito da una copertina non numerata (talvolta contenente, in seconda pagina, alcune rubriche quali "Alla rinfusa" e "Bibliografia musicale") e divide l'annata in due tomi ovvero semestri. In alcuni casi il fascicolo è arricchito da un Supplemento, perlopiù dedicato alla rassegna-stampa di importanti premières operistiche in Italia e all'estero (dall'Aida all'Otello di Verdi, dal Mefistofele di Boito al Re di Lahore di Massenet, dalla Gioconda ai Lituani di Ponchielli) e di importanti commemorazioni, quali, ad esempio, il giubileo artistico di Verdi nel 1889, il centenario rossiniano nel 1892.
I primi numeri rivisitati furono pubblicati dai primi mesi dal 1889 e ci fu un enorme riscontro da parte del pubblico. Dal 28 novembre 1895 la pubblicazione della gazzetta passa dalla domenica al giovedì per poi terminare la sua pubblicazione nel 1902, quando giunta al suo 57º anno di attività, Giulio Ricordi dichiara l'unione della gazzetta col periodico Musica e musicisti che poi si trasformerà dal 1906 in Ars et labor - Musica e musicisti.